# Марченко Олеся Євгенівна
Олеся Євгенівна Марченко (до шлюбу Дереза; 27 лютого 1986, Запоріжжя, Українська РСР, СРСР) — українська тріатлоністка і тренерка. Чемпіонка Європи в естафеті. Майстер спорту України міжнародного класу.

## Біографія
Вихованка запорізької Школи вищої спортивної майстерності. З 1998 року займалася плаванням у Маргарити Іванівни Крохмальової. Має звання «Кандидат у майстри спорту з плавання». З 2002 року займалася тріатлоном у заслуженого тренера України Валерія Васильовича Бикова. 2005 року стала чемпіонкою України і присвоєно звання «Майстер спорту України». 
Найбільшим досягненням стала перемога в естафеті на першості Європи 2009 року в Нідерландах. На фініші українська збірна показала кращий результат від команд Росії та Угорщини. Разом з нею золоті медалі чемпіонату і звання «Майстер спорту України міжнародного класу» отримали Олеся Пристайко, Ростислав Пєвцов і Олексій Сюткін. Випускниця факультету «Фізичного виховання» Запорізького національного університету. 
Після завершення спортивних виступів працює дитячою тренеркою з тріатлону і плавання в Корсунь-Шевченківському Черкаської області.

## Досягнення
- Чемпіонка Європи в естафеті (1): 2009

## Статистика
Статистика виступів у міжнародних турнірах:
| Рік  | Назва турніру               | Місто              | Місце | Примітки |
| ---- | --------------------------- | ------------------ | ----- | -------- |
| 2006 | Кубок Європи                | Кендзежин-Козьле   | 19    |          |
|      | Кубок Європи                | Аланія             | 18    |          |
| 2007 | Кубок Європи                | Лімасол            | DNF   |          |
|      | Кубок Європи                | Голтен             | DNF   |          |
|      | Молодіжний чемпіонат Європи | Куопіо             | DNF   |          |
|      | Кубок Європи                | Кендзежин-Козьле   | DNF   |          |
|      | Кубок Європи                | Аланія             | 22    |          |
| 2008 | Кубок Європи                | Ханья              | 9     |          |
|      | Кубок Європи                | Понтеведра         | 13    |          |
|      | Кубок Європи                | Брно               | DNF   |          |
|      | Кубок Європи                | Балатонфюред       | 21    |          |
|      | Кубок Європи                | Шлірзе             | DNF   |          |
|      | Кубок Європи                | Голтен             | 15    |          |
|      | Кубок Європи                | Гамбург            | 18    |          |
|      | Кубок Європи                | Егрідір            | DNF   |          |
|      | Молодіжний чемпіонат Європи | Пульпі             | DNF   |          |
|      | Кубок Європи                | Аланія             | DNF   |          |
| 2009 | Молодіжний чемпіонат Європи | Тарцо, Ревіне-Лаго | 19    |          |
|      | Чемпіонат Європи (естафета) | Голтен             |       |          |
|      | Чемпіонат Європи            | Голтен             | 39    |          |
|      | Світова серія               | Кіцбюель           | 39    |          |
|      | Кубок Європи                | Карлові Вари       | 23    |          |
|      | Кубок Європи                | Кендзежин-Козьле   | 17    |          |